# Carlo Nash
Carlo James Nash (Bolton, 13 settembre 1973) è un ex calciatore inglese, di ruolo portiere.

## Palmarès

### Club

#### Competizioni nazionali
- First Division: 1

Manchester City: 2001-2002